# Пельцельн, Август фон
Август фон Пельцельн (нем. August von Pelzeln) — немецкий орнитолог. На протяжении 40 лет он собирал чучела млекопитающих и птиц для Императорского музея в Вене.

## Биография
Август фон Пельцельн был внуком австрийской лирической писательницы Каролины Пихлер (1769—1843). Его сестра Мари была писательницей. После окончания шотландской гимназии он изучал в университете Вены юриспруденцию и затем поступил на государственную службу в Вене. В 1851 году он был ассистентом гельминтолога Карла Морица Дизинга в придворном кабинете естествознания. В 1857 году он стал преемником Иоганна Якоба Геккеля на посту смотрителя и служил там до 1888 года.
С 30 апреля 1857 по 30 августа 1859 года Август фон Пельцельн вместе с такими учёными, как Фердинанд фон Хохштеттер (1829—1884), Георг фон Фрауэнфельд (1807—1873), Франц Штейндахнер (1834—1919), Людвиг Редтенбахер (1814—1876) и Иоганн Целебор (1819—1869) принял участие в кругосветной экспедиции на австрийском фрегате «Novara». Экспедиции содействовал эрцгерцог Фердинанд Максимилиан, а возглавлял её коммодор Бернгард фон Вюллерсторф-Урбайр (1816—1883). Маршрут экспедиции пролегал от Триеста через Гибралтар в Рио-де-Жанейро, около Кейптауна вокруг Мыса Доброй Надежды дальше через острова Амстердам, Сен-Поль в Индию, Яву, Филиппины, Австралию, Новую Зеландию, Таити, Вальпараисо, вокруг мыса Горн к Европе. Об этой поездке фон Пельцельн написал сочинение «Reise der österreichischen Fregatte Novara um die Erde in den Jahren 1857, 1858, 1859 unter den Befehlen des Commodore B. von Wüllerstorf-Urbair (1864—1875)». Наряду с этим Пельцельн является автором «Ornithologie Brasileiras» (1871) и «Beiträge zur Ornithologie Südafrikas» (1882).
Август фон Пельцельн впервые описал такие виды птиц, как белокрылый козодой (Caprimulgus candicans), белоспинная крапивниковая муравьеловка (Myrmotherula assimilis), чернолобый иглохвостый печник (Synallaxis frontalis), чубатая вьюрковая овсянка (Sporophila melanops) и черноголовый поползень (Sitta krueperi).

## Почести
Следующие виды животных получили свой видовой эпитет в честь фон Пельцельна:
- Понапейский аплонис (Aplonis pelzelni)
- Мадагаскарская малая поганка (Tachybaptus pelzelnii)
- Газель Пельцельна (Gazella pelzelni)
- Тонкоклювый ткач (Ploceus pelzelni)
- Розовогрудая гранателла (Granatellus pelzelni)
- Бурая эления (Elaenia pelzelni)
- Серобрюхая славковая муравьянка (Myrmeciza pelzelni)
- Бронзовый каполего (Pseudotriccus pelzelni)

## Труды
- Eine Studie über die Abstammung der Hunderassen In: Zoologische Jahrbücher : Abteilung für Systematik, Ökologie und Geographie der Tiere, 1, S. 225—240, 1886 PDF, Online